# Tyler Rake 2
Tyler Rake 2 (Extraction II) è un film del 2023 diretto da Sam Hargrave.
Scritto da Joe Russo e basato sul romanzo a fumetti Ciudad di Ande Parks, il film è il sequel di Tyler Rake (Extraction) del 2020.

## Trama
Dopo essere sopravvissuto a malapena alla sua precedente missione a Dhaka, in Bangladesh, Tyler Rake si ritira dal lavoro di mercenario in una capanna in Austria. Lì, viene avvicinato da uno sconosciuto e gli viene chiesto di salvare la sorella dell'ex moglie Mia, Ketevan, e i suoi due figli Sandro e Nina. Ketevan ha sposato Davit Radiani, uno dei co-fondatori del più grande sindacato criminale della Georgia. Dopo che Davit ha buttato giù dal ponte un agente della DEA, viene imprigionato e non è in grado di corrompere per uscire a causa delle pressioni degli americani. Ketevan e i suoi figli sono stati costretti a trasferirsi in prigione da Davit che vuole stare vicino alla sua famiglia, ma le cattive condizioni di vita e gli abusi di Davit portano Ketevan a chiamare Mia per chiedere aiuto. Nel frattempo, Zurab, il fratello di Davit, viene informato da un governatore sul suo libro paga che la condanna di suo fratello è stata estesa a dieci anni. Zurab chiede al governatore di rilasciare suo fratello ma il governatore rifiuta poiché non vuole che gli americani lo inseguano. Infuriato, Zurab uccide il governatore e i suoi uomini. Tyler recluta Nik e Yaz per unirsi a lui e si infiltrano nella prigione. Davit avvisa i prigionieri, che iniziano una rivolta. Durante l'estrazione, Davit attacca Tyler e Ketevan, costringendo Tyler a ucciderlo.
Tyler e Ketevan sono costretti a farsi strada durante la rivolta, ma riescono a fuggire nella loro casa sicura a Vienna. Tuttavia, Sandro, che idolatra suo padre, contatta segretamente suo zio e rivela la loro posizione. Zurab e i suoi uomini rintracciano Tyler e la squadra fino al rifugio. Ketevan rimprovera suo figlio per aver messo in pericolo la sua stessa famiglia e l'ingenuità. Nel caos, Sandro abbandona la madre e si unisce a Zurab. La squadra prende uno degli elicotteri di Zurab per scappare, ma Yaz viene ucciso da Zurab. La squadra si ritira nella capanna di Tyler, dove lui e Ketevan si riuniscono a Mia.
Avtandil, braccio destro e zio di Zurab, incoraggia Zurab ad abbandonare la sua vendetta a causa dell'incredibile perdita dei loro uomini e dare un esempio migliore a suo nipote. Infuriato, Zurab uccide Avtandil e contatta Tyler, dicendogli di incontrarsi al vicino aeroporto. Nel frattempo, Tyler si scusa con Mia per essere partito in missione prima che il loro figlio morisse di cancro. Tyler trova Zurab e Sandro in chiesa, con Sandro che indossa un giubbotto esplosivo. Zurab costringe Sandro a prendere la pistola di Tyler, ma Sandro, avendo compreso il suo errore e che tipo di persone sono veramente suo padre e suo zio, si rifiuta di sparare a Tyler. Tyler combatte e uccide Zurab, ma Nik rimane ferita mentre la polizia invade la chiesa.
In seguito, Nik e Tyler vengono imprigionati e Mia informa Tyler che Ketevan e i suoi figli sono stati trasferiti in custodia cautelare, e Tyler le dice di dare loro 1 milione di dollari in contanti che aveva nascosto sotto la terza tavola del pavimento nel caminetto della sua cabina. Dice a Tyler che il loro figlio è morto con bei ricordi di lui e lo saluta per sempre. Tyler viene trasportato fuori di prigione per incontrare lo sconosciuto dell’inizio, che è venuto con un altro lavoro. Tyler non accetterà senza Nik, solo per scoprire che lo sconosciuto ha già portato Nik con sé, sapendo che Tyler non sarebbe andato senza di lei.

## Distribuzione
Tyler Rake 2 è stato distribuito sulla piattaforma streaming Netflix il 16 giugno 2023.